# Савока
Савок (итал. Savoca, сиц. Sàvuca) — коммуна в северо-восточной части итальянского острова Сицилия. Подчиняется административному центру Мессина.
Расположенная на вершине скалистого холма, обращённого к побережью Ионического моря, Савока - это живописное поселение, (включённое в список самых красивых мест Италии), на территории которого сохранились следы эпохи Средневековья, Ренессанса и Барокко.
Население составляет 1 708 человек, плотность населения составляет 188,11 чел./км². Занимает площадь 9,08 км². Почтовый индекс — 98038. Телефонный код — 0942.
Святой покровительницей этой местности жители считают Святую Луцию, праздник которой ежегодно отмечают 13 декабря и во второе воскресение августа.
Савока известна как место съёмок фильма «Крёстный отец».

## География

### Территория
Савока имеет протяжённость около 8 км2. Населенный пункт включает в себя исторический центр и большое количество частей разного размера, расположенных в сельской местности. Растительность - типично средиземноморская: в равнинных зонах - пышные цитрусовые рощи, на холмах - виноградники и оливковые рощи.
Административный центр коммуны находится на высоте 303 м над уровнем моря, насчитывает около 100 жителей и состоит из средневекового поселения малонаселённого в данный момент. Основная часть населения живет в частях Рина (498 человек), Сан Франческо ли Паола (407 человек) и Контура, которые находятся неподалёку от Фьюмара д’Арго в одноименной долине. Другие части Савоки носят названия: Скорсонелло, Кукко, Ма́ллина, Ро́мисса, Манкуза, Мортилла, Ботте, Рогани и Кандидати Супериоре; части Бароне, Каннули, Малерба и Рапоне на данный момент безлюдны и заброшены.

## История
История городка Савока уходит своими корнями в эпоху Древнего Рима, когда, согласно некоторым историкам, был заложен первый камень нынешнего исторического центра. Место было посещаемо в Византийскую эпоху и впоследствии было освоено во время Сицилийского эмирата, начиная с IX века.